# Добриње (Бијело Поље)
Добриње је насеље у општини Бијело Поље у Црној Гори. Према попису из 2003. било је 248 становника (према попису из 1991. било је 325 становника).

## Демографија
У насељу Добриње живи 210 пунолетних становника, а просечна старост становништва износи 43,1 година (39,1 код мушкараца и 48,1 код жена). У насељу има 82 домаћинства, а просечан број чланова по домаћинству је 3,02.
Становништво у овом насељу веома је хетерогено, а у последња три пописа, примећен је пад у броју становника.
|  |

| Демографија | Демографија | Демографија |
| Година      | Становника  | Становника  |
| ----------- | ----------- | ----------- |
|             |             |             |
|             |             |             |
|             |             |             |
|             |             |             |
| 1948.       | 400         |             |
| 1953.       | 435         |             |
| 1961.       | 480         |             |
| 1971.       | 564         |             |
| 1981.       | 507         |             |
| 1991.       | 325         | 325         |
| 2003.       | 302         | 248         |
|             |             |             |

| Етнички састав према попису из 2003.‍ | Етнички састав према попису из 2003.‍ | Етнички састав према попису из 2003.‍ | Етнички састав према попису из 2003.‍ | Етнички састав према попису из 2003.‍ |
| ------------------------------------ | ------------------------------------ | ------------------------------------ | ------------------------------------ | ------------------------------------ |
|                                      |                                      |                                      |                                      |                                      |
| Срби                                 | Срби                                 |                                      | 139                                  | 56,04%                               |
| Муслимани                            | Муслимани                            |                                      | 45                                   | 18,14%                               |
| Црногорци                            | Црногорци                            |                                      | 33                                   | 13,30%                               |
| Бошњаци                              | Бошњаци                              |                                      | 26                                   | 10,48%                               |
| непознато                            | непознато                            |                                      | 1                                    | 0,40%                                |

| Година пописа     | 1948. | 1953. | 1961. | 1971. | 1981. | 1991. | 2003. |
| ----------------- | ----- | ----- | ----- | ----- | ----- | ----- | ----- |
| Број домаћинстава | 79    | 83    | 93    | 92    | 90    | 90    | 95    |

| Број чланова      | 1  | 2  | 3  | 4  | 5 | 6 | 7 | 8 | 9 | 10 и више | Просек |
| ----------------- | -- | -- | -- | -- | - | - | - | - | - | --------- | ------ |
| Број домаћинстава | 82 | 16 | 26 | 14 | 8 | 9 | 4 | 3 | 2 | 0         | 0      |

| Пол    | Укупно | Неожењен/Неудата | Ожењен/Удата | Удовац/Удовица | Разведен/Разведена | Непознато |
| ------ | ------ | ---------------- | ------------ | -------------- | ------------------ | --------- |
| Мушки  | 113    | 44               | 54           | 7              | 1                  | 7         |
| Женски | 104    | 22               | 58           | 18             | 3                  | 3         |
| УКУПНО | 217    | 66               | 112          | 25             | 4                  | 10        |

| Пол    | Укупно                    | Пољопривреда, лов и шумарство | Рибарство                            | Вађење руде и камена | Прерађивачка индустрија       |
| ------ | ------------------------- | ----------------------------- | ------------------------------------ | -------------------- | ----------------------------- |
| Мушки  | 47                        | 10                            | 0                                    | 0                    | 1                             |
| Женски | 10                        | 1                             | 0                                    | 0                    | 0                             |
| УКУПНО | 57                        | 11                            | 0                                    | 0                    | 1                             |
| Пол    | Производња и снабдевање   | Грађевинарство                | Трговина                             | Хотели и ресторани   | Саобраћај, складиштење и везе |
| Мушки  | 0                         | 13                            | 2                                    | 0                    | 3                             |
| Женски | 0                         | 0                             | 3                                    | 0                    | 0                             |
| УКУПНО | 0                         | 13                            | 5                                    | 0                    | 3                             |
| Пол    | Финансијско посредовање   | Некретнине                    | Државна управа и одбрана             | Образовање           | Здравствени и социјални рад   |
| Мушки  | 0                         | 0                             | 2                                    | 2                    | 1                             |
| Женски | 0                         | 0                             | 0                                    | 1                    | 0                             |
| УКУПНО | 0                         | 0                             | 2                                    | 3                    | 1                             |
| Пол    | Остале услужне активности | Приватна домаћинства          | Екстериторијалне организације и тела | Непознато            | Непознато                     |
| Мушки  | 0                         | 0                             | 0                                    | 13                   | 13                            |
| Женски | 0                         | 0                             | 0                                    | 5                    | 5                             |
| УКУПНО | 0                         | 0                             | 0                                    | 18                   | 18                            |